# Thomas Rüfenacht
Thomas Rüfenacht (Northfield, 22 febbraio 1985) è un ex hockeista su ghiaccio svizzero naturalizzato statunitense.

## Statistiche
Statistiche aggiornate a giugno 2013.

### Club
| Stagione | Squadra         | Stagione regolare | Stagione regolare | Stagione regolare | Stagione regolare | Stagione regolare | Stagione regolare | Playoff | Playoff | Playoff | Playoff | Playoff |
| Stagione | Squadra         | Lega              | P                 | G                 | A                 | Pt                | PIM               | P       | G       | A       | Pt      | PIM     |
| -------- | --------------- | ----------------- | ----------------- | ----------------- | ----------------- | ----------------- | ----------------- | ------- | ------- | ------- | ------- | ------- |
| 2003-04  | Langnau U20     | Elite Jr. A       | 28                | 8                 | 11                | 19                | 164               | -       | -       | -       | -       | -       |
|          | Langnau         | NLA               | 10                | 1                 | 0                 | 1                 | 2                 | -       | -       | -       | -       | -       |
|          |                 | Playout           | 1                 | 0                 | 0                 | 0                 | 0                 | -       | -       | -       | -       | -       |
| 2004-05  | Langnau         | NLA               | 13                | 0                 | 0                 | 0                 | 0                 |         |         |         |         |         |
| 2005-06  | Visp            | NLB               | 34                | 5                 | 7                 | 12                | 26                | 7       | 0       | 2       | 2       | 2       |
|          | Saastal         | Switzerland3      | 5                 | 2                 | 4                 | 6                 | 22                | -       | -       | -       | -       | -       |
| 2006-07  | Visp            | NLB               | 44                | 26                | 35                | 61                | 102               | 16      | 5       | 8       | 13      | 12      |
| 2007-08  | Lausanne        | NLB               | 39                | 26                | 29                | 55                | 58                | 11      | 2       | 3       | 5       | 36      |
|          | Genève-Servette | NLA               | 3                 | 0                 | 0                 | 0                 | 0                 | 5       | 0       | 0       | 0       | 0       |
| 2008-09  | Genève-Servette | NLA               | 1                 | 0                 | 0                 | 0                 | 0                 | -       | -       | -       | -       | -       |
|          | Lausanne        | NLB               | 39                | 20                | 23                | 43                | 101               | 22      | 10      | 12      | 22      | 73      |
| 2009-10  | Visp            | NLB               | 1                 | 1                 | 0                 | 1                 | 2                 | -       | -       | -       | -       | -       |
|          | Zug             | NLA               | 44                | 8                 | 8                 | 16                | 63                | 11      | 0       | 1       | 1       | 16      |
| 2010-11  | Zug             | NLA               | 50                | 6                 | 12                | 18                | 119               | 10      | 1       | 1       | 2       | 47      |
| 2011-12  | Zug             | NLA               | 43                | 7                 | 11                | 18                | 112               | 9       | 2       | 2       | 4       | 8       |
| 2012-13  | Lugano          | NLA               | 40                | 14                | 17                | 31                | 36                | 3       | 1       | 0       | 1       | 2       |
| 2013-14  | Lugano          | NLA               | 0                 | 0                 | 0                 | 0                 | 0                 |         |         |         |         |         |

### Nazionale
| Stagione | Livello           | Risultati     | Risultati | Risultati | Risultati | Risultati | Risultati |
| Stagione | Livello           | Competizione  | P         | G         | A         | Pt        | PIM       |
| -------- | ----------------- | ------------- | --------- | --------- | --------- | --------- | --------- |
| 2012-13  | Switzerland (all) | International | 6         | 0         | 3         | 3         | 2         |

## Palmarès

### Club
- Campionato svizzero: 3

Berna: 2015-2016, 2016-2017, 2018-2019
- Coppa Svizzera: 2

Berna: 2014-2015, 2020-2021
- Lega Nazionale B: 1

Losanna: 2008-2009

### Individuale
- Lega Nazionale A

2011-12: Most Penalized Player (112)